# Eloeophila kintaro
Eloeophila kintaro is een tweevleugelige uit de familie steltmuggen (Limoniidae). De soort komt voor in het Palearctisch gebied.